# Egotronic
Gli Egotronic sono un gruppo musicale tedesco, fondato nel 2000 a Berlino.

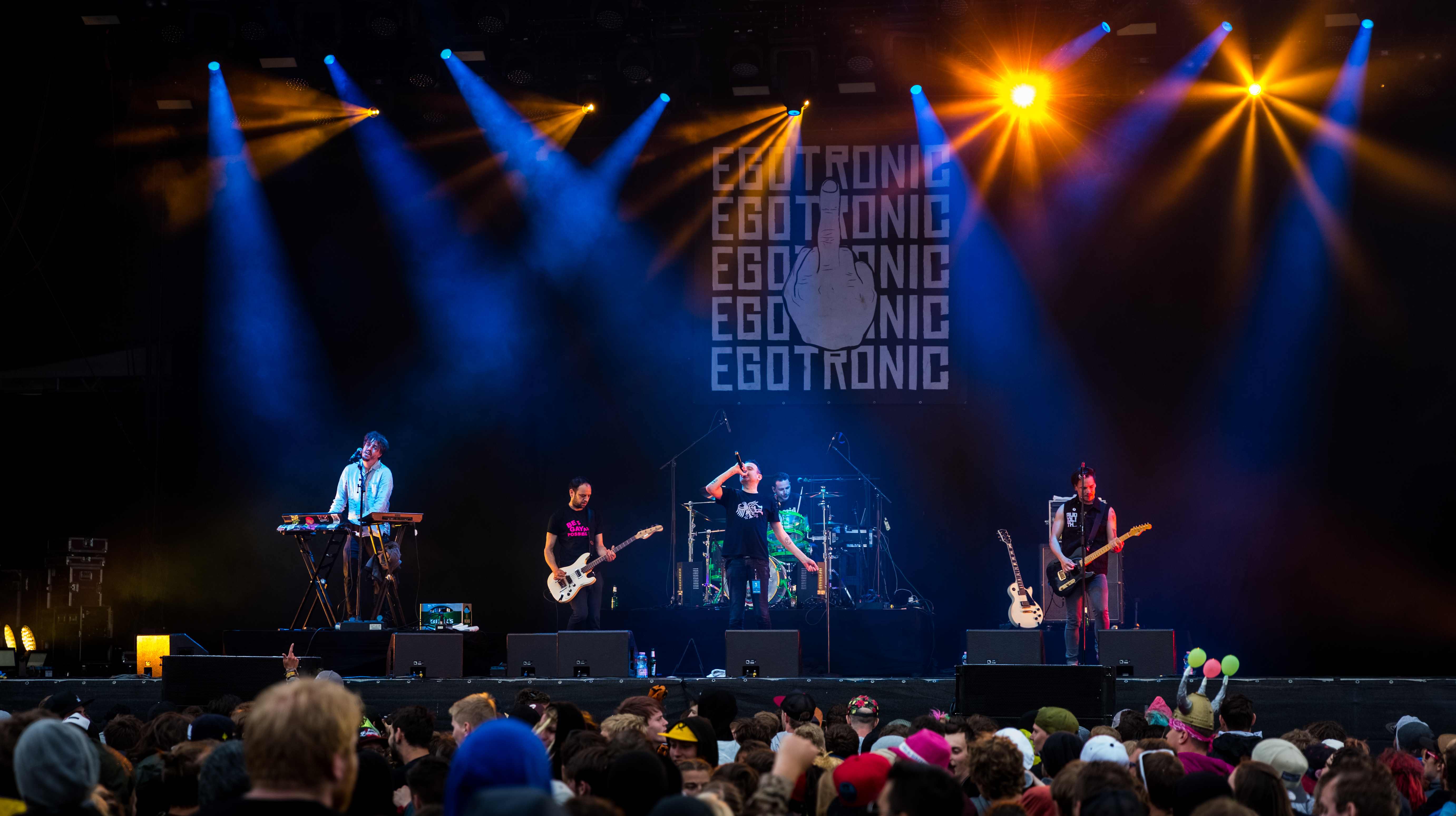
Egotronic - Rock am Ring 2017

La band è composta da Torsun (Voce) e Hoerm.

## Discografia

### Album
- 2006 Die Richtige Einstellung (Audiolith Records)
- 2007 Lustprinzip (Audiolith Records)
- 2008 EGOTRONIC (Audiolith Records)

### Singoli
- 2005 Nein Nein/Luxus (Audiolith Records)
- 2008 Kotzen (Audiolith Records)
- 2009 Es muss stets hell für Gottes Augen sein (Audiolith Records)